# Département de Saladas
Le département de Saladas est une des 25 subdivisions de la province de Corrientes, en Argentine. Son chef-lieu est la ville de Saladas.
Le département a une superficie de 1 981 km2. Sa population s'élevait en 2001 à 21 470 habitants.

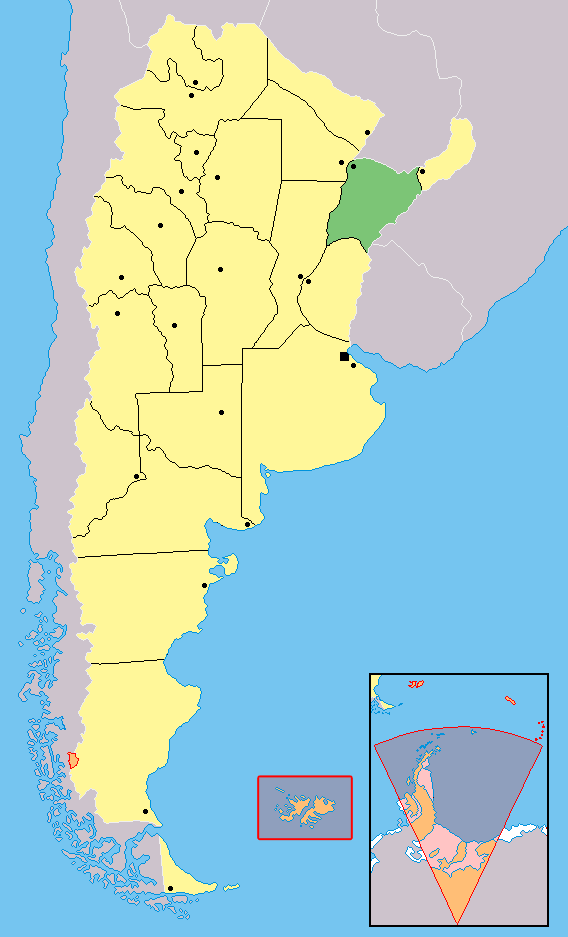
Localisation de la province de Corrientes en Argentine.